# Pancole (Scansano)
Pancole est une frazione située sur la commune de Scansano, province de Grosseto, en Toscane, Italie. Au moment du recensement de 2011 sa population était de 343 habitants.

## Géographie
Le village de Pancole est situé à nord-ouest de le chief-lieu municipal, dans le collines de l'Albegna et de la Fiora, à environ 22 km de Grosseto,.

## Monuments
- Église Santissimo Nome di Maria, église paroissiale construite en 1668[1],[2],[3]
- Église Sant'Anna (1827)[3]